# كاتدرائية مكسيكو سيتي
كاتدرائية مكسيكو سيتي (بالإنجليزية: Metropolitan Cathedral of the Assumption of the Most Blessed Virgin Mary into Heav)‏ (بالإسبانية: Catedral Metropolitana de la Asunción de la Santísima Virgen María a los cielos)‏ هي كاتدرائية في مدينة مكسيكو سيتي بالمكسيك.

## وصلات خارجية
- الموقع الرسمي